# Starweber
Der Starweber (Dinemellia dinemelli) ist eine Art aus der Familie der Webervögel. Er kommt ausschließlich in Ostafrika vor. Es werden zwei Unterarten unterschieden. Die IUCN stuft den Starweber als nicht gefährdet (Least Concern) ein.

## Erscheinungsbild
Der Starweber ist ein starengroßer, kräftiger Webervogel. Er erreicht eine Körperlänge von 18 Zentimetern. Es besteht kein Sexualdimorphismus.
Der Kopf und der Hals sind weiß, der Mantel ist dunkelbraun. Bürzel und Unterschwanzdecken sind rot oder orange. Kinn, Kehle, Brust, Flanken und Bauch sind weiß, die Schenkel dagegen braun. Jungvögel gleichen den adulten Vögeln, allerdings sind bei ihnen die Schwanzdecken blass orange.
Es gibt zwei Unterarten, D. d. dinemelli im Norden des Verbreitungsgebietes und der auf der Oberseite weitgehend schwarze D. d. boehmi. Verwechslungsmöglichkeiten bestehen vor allem mit dem zu den Afrikanischen Bartvögeln zählendem Weißkopf-Bartvogel. Diesem fehlt jedoch unter anderem der rotorange bis rote Steiß.

## Verbreitungsgebiet und Lebensraum
Sein Lebensraum sind die Dornstrauchsavannen und lockere Akazienwälder im Nordosten des afrikanischen Kontinents (Somalia, Äthiopien, Südsudan, Kenia, Tansania). Generell ist er nur in Höhenlagen unterhalb von 1.400 Metern anzutreffen. Auf Grasland sowie entlang von Flussbetten ist er selten.

## Lebensweise und Gefährdung
Starweber leben paarweise oder in kleinen Gruppen, oft in Gesellschaft mit Dreifarben-Glanzstaren (Lamprotornis superbus). Sie suchen ihre Nahrung vor allem am Boden zwischen Akazien und Dornsträuchern. Starweber brüten in lockeren Kolonien in dornigen Bäumen. Die Nester werden unordentlich aus dornigen Zweigen gebaut und haben eine Einflugöffnung, die nach unten weist. Innen sind sie weich gepolstert. Die Nester sind sehr groß und können bis zu einem halben Meter lang sein. Das Gelege besteht aus drei bis vier Eiern, die gräulich weiß oder blassblau sind und braune Flecken aufweisen. Im Sudan fällt die Fortpflanzungszeit des Starwebers in den Zeitraum August bis September sowie Dezember. In Äthiopien brütet er dagegen im Zeitraum April bis August. Die Fortpflanzungsbiologie dieser Art ist bislang nur unzureichend untersucht. So ist beispielsweise die Brutdauer nicht bekannt. Bei in Gefangenschaft gehaltenen Starweber fütterten beide Elternvögel die Nestlinge und vertrieben andere Vögel aus der Nestnähe. Die Nestlingszeit beträgt mindestens 14 Tage.
Laut IUCN ist der Starweber zumindest in Teilen seines großen Verbreitungsgebietes häufig und zählt nicht zu den bedrohten Arten (least concern).

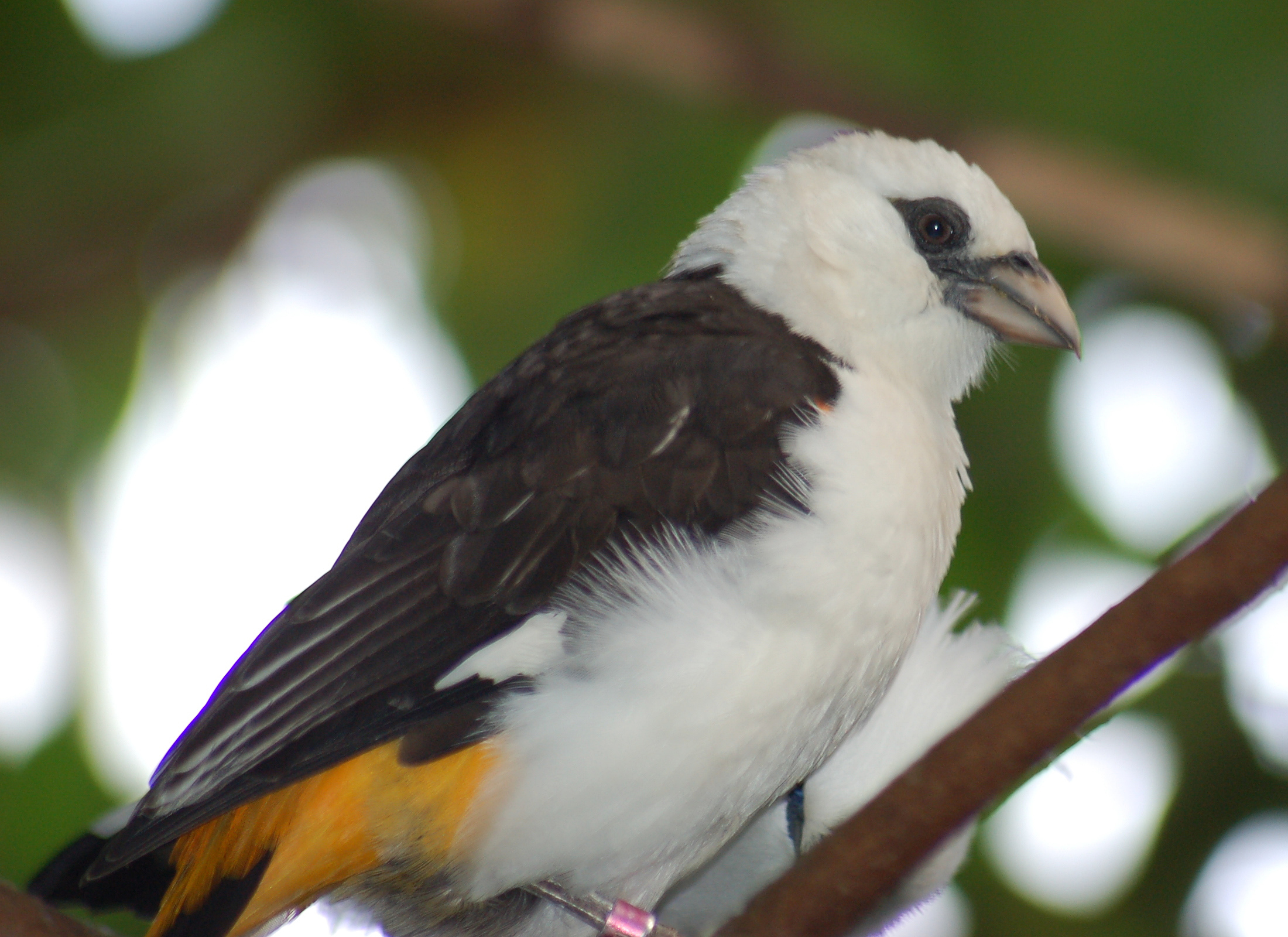
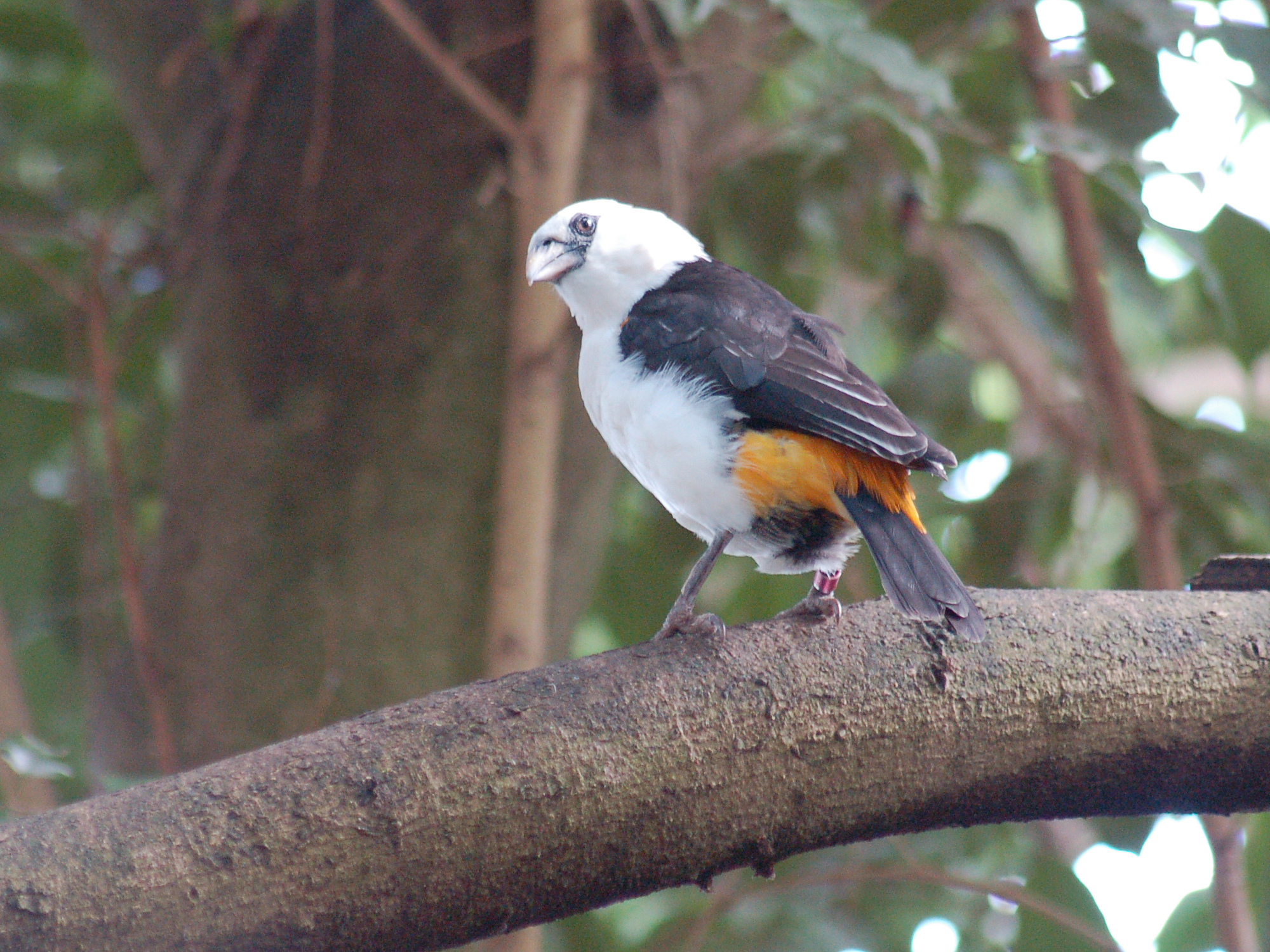

## Belege